# 偽光齒鰩
偽光齒鰩（學名：Dentiraja falloarga），為軟骨魚綱鰩目鰩科齒鰩屬的一種，分布於東印度洋澳洲西北部海域，深度60至256公尺，本魚體盤窄，頂端有棱角，椎間盤兩邊緣均有細小的齒狀窄帶，上顎齒列34-41列，第一背鰭起點的寬度為高度的1.6–2.1倍，上顎前長度為體長的15–17%，頭腹長 為體長的29–31%，鰭中等，成年雄魚後葉長度約體長的19％，成魚鰭足相對較短，約佔全長的26%，背部褐色至淡黃色，有較淺的斑點和破碎的眼斑，腹部為灰褐色，外緣較淺，腹側感覺孔邊緣較暗但沒有被灰色斑點包圍，體長可達45公分，棲息在大陸棚與大陸坡上層海域，為底棲性魚類，肉食性，主要以甲殼類為主食，卵生，生活習性不明。